# Хорошевский поселковый совет (Харьковская область)
Хо́рошевский поселко́вый сове́т — входит в состав Харьковского района Харьковской области Украины.
Административный центр поселкового совета находится в пгт Хорошево.

## История
- 1920 — дата образования, согласно сайту ВРУ.
- ? - дата образования сельского совета депутатов.
- 1938 — дата переименования сельского совета в поселковый в связи с присвоением статуса посёлок городского типа.[2]

## Населённые пункты совета
- пгт Хорошево